# 斯泰普尼亞爾
48°58′34″N 38°51′34″E / 48.97611°N 38.85944°E
斯泰普尼亞爾（烏克蘭語：Степний Яр）是位於烏克蘭東部的村莊，由盧甘斯克州夏斯季耶区的新艾達爾市鎮負責管轄。該村始建於1956年，面積1.72平方公里，海拔高度158米，2001年人口149，人口密度每平方公里86.6人。